# Державний архів Івано-Франківської області
Державний архів Івано-Франківської області — архівна установа України, структурний підрозділ Івано-Франківської обласної державної адміністрації, одночасно підзвітний і підконтрольний голові обласної державної адміністрації і Державній архівній службі України; складова частина Національного архівного фонду України. Розташований у місті Івано-Франківську, в будівлі за адресою вулиця Сагайдачного, № 42А. Виконуючий обов'язки директора — Любомир Степанович Харук.
Архів зберігає документи з історії західноукраїнських земель у складі Речі Посполитої (1752—1772), Австрійської (з 1867 року — Австро-Угорської) імперії (1772—1918), Західноукраїнської Народної Республіки (1918—1919), Польщі (1919—1939), періодів їх тимчасових окупацій Росією у Першій та Німеччиною у Другій світових війнах, а також з історії Станіславської (з 1962 року — Івано-Франківської) області після возз'єднання Західної України та Української РСР і включення її до складу СРСР (17 вересня 1939 — 24 серпня 1991). Комплектування архіву продовжується документами установ і організацій незалежної України.

## Історія
До 1939 року державного архіву на Станіславщині не було, документи зберігались в установах і організаціях. Розбудовувати архівну справу в регіоні розпочали після возз'єднання Західної України та Української РСР. Тоді було створено архівний відділ Народного комісаріату внутрішніх справ Станіславської області. З грудня 1939 року розпочав роботу Станіславський обласний історичний архів, який у 1941 році перейменовано у Державний архів Станіславської області. В роки німецько-радянської війни, під час нацистської окупації області, його діяльність було призупинено. За ці роки було втрачено 167 550 одиниць зберігання документів та 1 200 книг. Коли архів відновив свою роботу після відвоювання Станіслава у 1944 році, на обліку в ньому залишилося 460 494 одиниць зберігання (278 фондів).
У повоєнні роки архівісти Д. М. Месінг, В. С. Кучна, С. М. Галазика, П. Т. Осадча, Л. А. Кирилюк, І. І. Строумова, Т. А. Дюкова та інші під керівництвом П. В. Супруна, Г. М. Педашенко, В. В. Фірсова, І. Л. Гакера, С. А. Шмирьова, Л. А. Підгайчук, М. П. Кухтара провели роботу з упорядкування та науково-технічного опрацювання документів архіву, які надійшли в основному в розсипу або в фасцикулах (великих зв'язках непідшитих документів). За свою працю колектив архіву першим серед інших архівів України в 1949 році був нагороджений перехідним Червоним Прапором Міністерства внутрішніх справ УРСР.
У 1960 році вийшов з друку «Путівник по Державному архіву Станіславської області», в якому перелічений зміст документів, що перебували на загальному зберіганні. Роботу з його підготовки здійснили архівісти Л. А. Кудрява, Д. М. Месінг, С. А. Шмирьов, Н. Л. Родинка. У 1983 році вийшло друге, доповнене і перероблене, видання путівника. Крім того, на цей час архівістами підготовлено численні публікації у пресі, наукових виданнях, дев'ять збірників документів.
1958 року архів отримав назву Станіславський обласний державний архів (з 1962 року Івано-Франківський) і був підпорядкований архівному відділу Управління внутрішніх справ Станіславської області, а з 1960 року — архівному відділу виконкому Станіславської/Івано-Франківської обласної Ради депутатів трудящих. 3 1980 року — Державний архів Івано-Франківської області.

### Приміщення

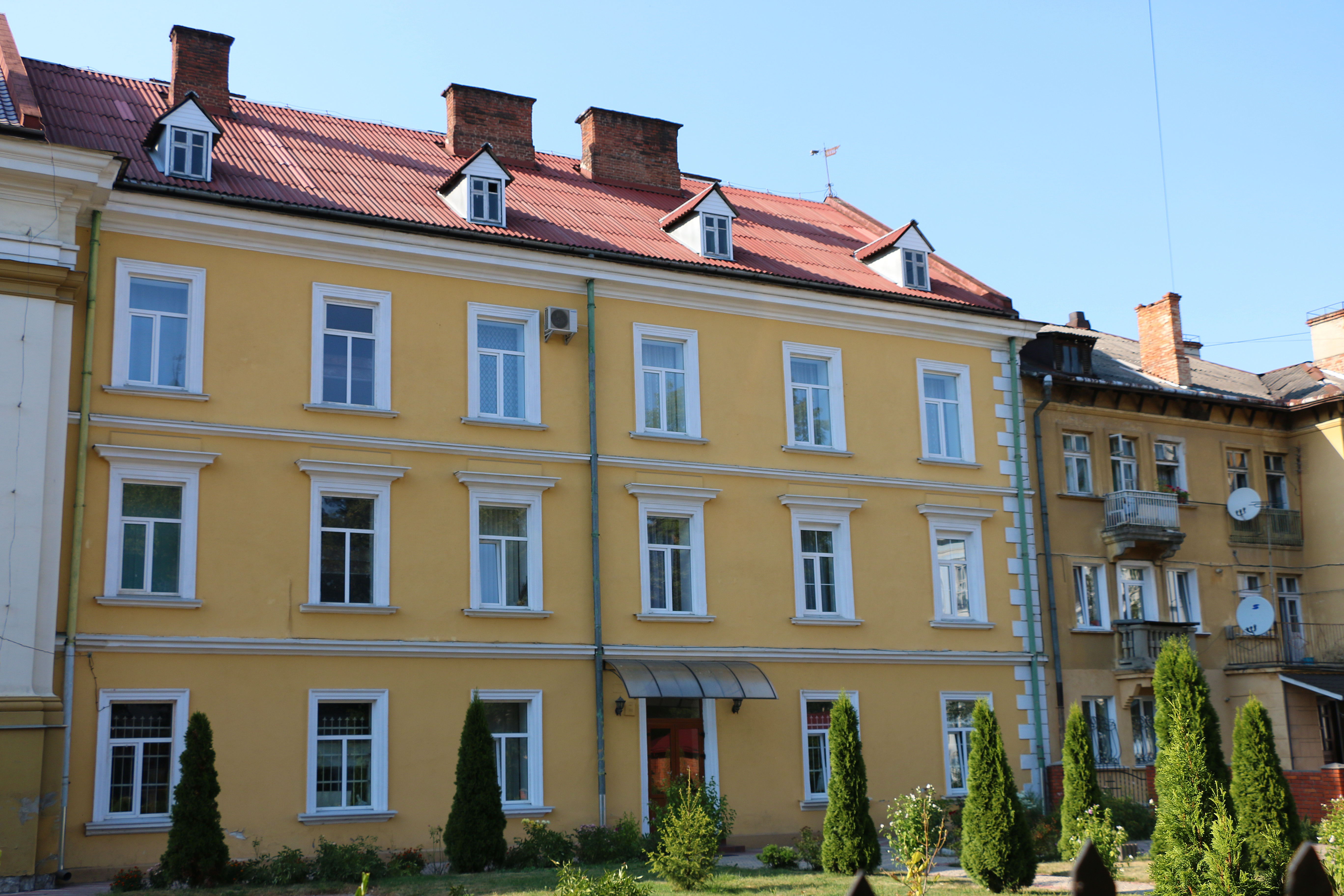
Будівля архіву на вулиці Грюнвальдській.

До квітня 1940 року архів не мав свого приміщення, тому Архівний відділ Народного комісаріату внутрішніх справ орендував невеликі приміщення у приватних осіб. Для створення належних умов зберігання документів, наданих у березні 1940 року, площ було недостатньо. У виділеній в 1947 році будівлі єзуїтського костелу на вулиці Грюнвальдській, № 3 архів перебував до 1998 року. У червні 1998 року архів переїхав у приміщення колишньої галантерейної бази на вулиці Сагайдачного, № 42А.

## Фонди
Станом на 1 січня 2008 року в архіві на зберіганні знаходилось 3 434 фонди, 657 382 одиниць зберігання за 1752—2007 роки, 44 одиниці зберігання науково-технічної документації за 1960—1976 роки, 34 866 одиниць зберігання фотодокументів за 1945—1990 роки, 83 одиниці зберігання фонодокументів за 1947, 1960—1990 роки. Усі документи архіву поділено на дві великі групи: фонди періоду до 1939 року і після 1939 року.

### Фонди до 1939 року
578 фондів цього періоду включають невелику групу документів за 1752—1772 роки ї дві основні групи документів австрійського (1772—1918) та польського (1919—1939) періодів.
До найдавніших документів архіву належать: метричні книги церков та костьолів Станіславського воєводства (з 1752 року), документи Коломийського римо-католицького деканату (з 1769 року), серед яких є розпорядження Львівського архієпископства, описи майна парафій, статистичні відомості про кількість населення Коломийського повіту, деякі документи про діяльність церковного братства тощо.

#### Австрійський період
У фондах австрійського періоду (1772—1918) знаходяться документи місцевих органів державного управління Калуського, Печеніжинського, Рогатинського, Снятинського повітових староств (1898—1921) — циркуляри міністерств ї відомств Австрії, Галицького намісництва; деякі документи про суспільно-політичний рух тощо. Фонд Станіславського магістрату (1841—1918) містить інформацію про соціально-економічний, суспільний, культурно-освітній розвиток, забудову і благоустрій Станіслава — тодішнього окружного центру Королівства Галіції й Лодомерії.
Найважливіші документи фонду: проєкт статуту міста (1868), опис майна і капіталу міської громади (1889, 1894), бюджет міста (1890), звіти про збитки від пожеж, граду та інших стихійних лих (1884—1915); журнали переписів населення за 1857, 1880, 1900 роки (це єдині переписи, які збереглися в архіві); списки власників будинків (1870, 1880), іменні списки призовників (1877—1914) тощо.
У фондах органів суду і прокуратури (шляхетського суду Станіслава, магістратських судів міст Кутів та Галича, домінікальних, окружних, повітових судів, Станіславської державної прокуратури, нотаріусів, адвокатів) знаходяться збірники нотаріальних договорів і судових рішень, перші примірники нотаріально засвідчених заповітів, грамот, угод про купівлю-продаж майна тощо, документи щодо визначення прав власності, про розірвання шлюбу, встановлення батьківства, кримінальні справи тощо.
Історичні джерела про розвиток освіти містяться у фондах повітових шкільних рад, учительських семінарій, гімназій, народних шкіл.
Документи фонду Станіславської греко-католицької консисторії (протоколи засідань консисторії, єпархіального суду, церковних товариств, описи майна; особові справи священників, студентів духовної семінарії, листування Львівської митрополичої та Станіславської консисторій з парафіями, деканатами, священниками) висвітлюють 1788—1944 роки діяльності церковних установ Станіславської єпархії, яка охоплювала територію сучасної Івано-Франківської області та деяких районів Тернопільської і Чернівецької областей.
Економічну історію регіону висвітлюють документи фондів управлінь по регуляції рік та фонду Станіславського окружного гірничого управління (1872—1932); плани, креслення, технічні описи, відомості про стан гірничої промисловості, поклади корисних копалин на території Станіславщини.
Низка документів часів Першої світової війни становлять джерела вивчення становища Галичини у воєнний період. Є фонди повітових комісій із встановлення збитків, заподіяних приватним особам цією війною та фонди повітових бюро і будівельних експозитур з відбудови сіл і міст.

#### Польський період
Фонди польського періоду (1919—1939) більш комплектовані та доступні для дослідження (здебільшого це друковані тексти польською мовою). Вони відображають усі аспекти суспільного життя Станіславського воєводства: соціально-економічні та громадсько-політичні процеси, релігійну ситуацію, стан преси, освіти, військові питання та в цілому політику польської влади, спрямовану на придушення українського національно-визвольного руху та полонізацію українського населення. Значну частину документів, які стосуються суспільно-політичного руху у воєводстві (у тому числі української національно-визвольної боротьби), розсекречено лише в 1990—1994 роках.
Фонди місцевих органів державного управління (Станіславського воєводського управління та Станіславського, Коломийського, Снятинського, Печеніжинського, Богородчанського, Тлумацького, Калуського, Рогатинського і Долинського повітових староств) становлять основне джерело вивчення історії повітів. У фонді Станіславського воєводського управління (1921—1939) є документи інших воєводств Польської держави (Білостоцького, Віленського, Волинського, Краківського, Люблінського, Поліського, Тернопільського, Львівського) та управлінь державної поліції цих воєводств, які характеризують суспільно-політичну ситуацію того часу. В архіві зберігаються також фонди органів суду, поліції і прокуратури: Станіславського воєводського управління поліції, повітових управлінь поліції, постерунків, прокуратур окружних судів (Коломийської та Станіславської), Станіславського та Коломийського окружних судів, Станіславського повітового суду, гродських судів, судових коморників. Серед документів органів влади і правоохоронних установ найінформативнішими, з точки зору відображення суспільно-політичних процесів у регіоні, є: документи міністерств ї відомств (в тому числі інформаційні комюніке Міністерства внутрішніх справ); звіти воєводських управлінь Польщі, повітових староств, органів поліції і прокуратури про політичну ситуацію, стан безпеки, діяльність політичних партій, організацій, товариств, професійних спілок, страйковий рух; донесення, інформації повітових староств; інформаційні ноти, рапорти секретних агентів про діяльність партій, організацій; статути, короткі характеристики та списки організацій. Численною є група документів про український національно-визвольний рух у всіх його аспектах та проявах: діяльність українських політичних партій, громадських організацій, робітничий та профспілковий рух, селянські виступи, боротьба підпільних організацій, багато відомостей про діяльність заборонених у Польщі організацій Української військової організації, Організації українських націоналістів, Комуністичної партії Західної України, Комуністичної спілки молоді Західної України тощо.
Картину суспільно-політичного життя Станіславського воєводства суттєво доповнюють фонди польських та інших громадських організацій і товариств, у тому числі спортивних клубів, кас, кооперативів, а також фонди українських громадських організацій і товариств («Каменярі», «Січ», «Сільський господар», «Рідна школа», «Сокіл», «Союз українок»; куренів «Пласту», Станіславського відділення товариства «Просвіта»).
В архіві зберігаються фонди Станіславської, Коломийської, Заболотівської, Княгиницької, Отинійської та Тлумацької релігійних громад, Станіславської гімназії, Коломийського приватного загальноосвітнього жіночого ліцею, Станіславської професійної жіночої школи та Станіславського філантропічного товариства «Ахдут Бнай Бріт», копії актових записів реєстрації народження (Снятин, 1937), шлюбу, смерті (Заболотів, 1937), що висвітлюють життя і побут єврейського населення. Під час Другої світової війни метричні книги синагог з архіву були вивезені німцями до Львова.
Документи господарсько-економічних установ та організацій, підприємств, транспорту, фінансових органів, установ праці і соціальної опіки 1920-1930-х років містять інформацію про стан промисловості, сільського господарства, торгівлі, банківської системи, аграрних відносин, процеси парцеляції та концентрації земельних угідь, становище у сфері власності на землю, страйковий рух, безробіття та тощо.
Про масову еміграцію та міграцію населення воєводства свідчать особові справи емігрантів, реєстраційні картки жителів, які виїжджали на сезонні роботи за кордон, особові документи іноземних підданих, що проживали у Станіславському воєводстві. Фонд Станіславського відділення еміграційного синдикату (1930—1939) містить також щомісячні звіти про кількість жителів, які емігрували, їхні списки, інформацію про умови еміграції тощо.
Численною є група фондів закладів освіти: Станіславського та Коломийського шкільних інспекторатів, учительських семінарій, гімназій та народних шкіл. В них зокрема містяться дані про введення нових навчальних програм і навчання в українських школах польською мовою, проведення в школах польських національних свят, створення організацій скаутів.

### Фонди після 1939 року
Фонди періоду після 1939 року поділяються на три групи: документи 1939—1941 років, 1941—1944 років та 1944—2004 років.
Документів довоєнного часу (1939—1941) збереглося надзвичайно мало. В них лише частково висвітлено перші кроки встановлення радянської влади на західноукраїнських землях.

#### 1941—1944 роки
Фонди установ, організацій підприємств періоду тимчасової нацистської окупації Станіславської області (1941—1944), частково розсекречені в 1992—1993, 1995, 1998—1999 роках, містять директиви, циркуляри і розпорядження губернатора дистрикту Галичина, документи Львівського апеляційного суду, окружних старост, міських та волосних управ, Коломийського окружного шкільного інспекторату, цивільні та кримінальні справи судів, документи бірж праці, кас соціального забезпечення тощо.
Фонд Станіславської надзвичайної державної комісії з обліку збитків, заподіяних німецькими загарбниками та їх спільниками, розсекречений у 1990 році, містить постанови, доповідні записки, спеціальні повідомлення, відомості, акти Надзвичайних державних комісій, протоколи допитів свідків злочинів, списки замордованих, розстріляних та вивезених до Німеччини мешканців регіону, узагальнюючі дані про злочини окупантів тощо. У фонді також зберігаються документи про голокост євреїв, що мешкали у регіоні.

#### 1944—2004 роки
У фондах періоду після 1944 року зберігаються документи: місцевих органів державної влади та управління, органів юстиції, суду прокуратури, виборчих комісій з виборів до Верховних Рад СРСР і УРСР, народних судів; організацій, підприємств народного господарства; установ і організацій культури, органів охорони здоров'я і лікувальних закладів; установ соціального забезпечення та громадських організацій.
Документи фонду Виконавчого комітету Івано-Франківської обласної ради народних депутатів містять інформацію про народногосподарський, соціально-культурний розвиток області в радянський період. Серед них є: протоколи засідань, постанови, розпорядження, рішення облвиконкому (в тому числі важливі рішення майнового характеру — про виділення і передачу приміщень, відведення земельних ділянок, створення установ, організацій тощо); документи про підготовку та проведення виборів; постанови, подання про нагородження орденами і медалями; документи про адміністративно-територіальні зміни тощо. Документи, що стосуються розкуркулення селянства (рішення облвиконкому від 15, 20 березня 1951 року «Про виселення куркульських сімей з території Станіславської області», списки куркульських господарств тощо), розсекречені в 1990 році. У цьому фонді містяться також документи про масові переселення українців з Польщі та поляків з України, мешканців Станіславщини у східні та південні області України і в Казахстан, «зселення» хутірських господарств та ліквідацію населених пунктів області.
У документах фонду Уповноваженого Ради у справах релігійних культів при Раді Міністрів СРСР по Станіславській області є детальні відомості про релігійне становище справ у області (1944—1987), зокрема вони висвітлюють період історії римо- та греко-католицької церков у 1944—1987 роках. Фонд містить: звіти, таблиці про наявність релігійних громад, товариств, діючих храмів у 1944—1945 роках; документи про діяльність та закриття монастирів, про так званий процес «возз'єднання» греко-католицької і православної церков в області, про використання культових приміщень тощо. Інформацію про релігійну ситуацію в області в 1944—1964 роках доповнюють документи фонду Уповноваженого Ради у справах православної церкви при Раді Міністрів СРСР по Івано-Франківській області та облвиконкому з даного питання, які висвітлюють атеїстичну політику радянської влади.
В архіві зберігаються фонди громадських організацій (1939—1991), які надійшли на зберігання в 1991 році з архіву Івано-Франківського обкому Компартії України. Переважна більшість із них — документи обласного, районних та міських комітетів КПУ, комсомольських організацій. Незначна частина — документи політвідділів МТС, первинних партійних організацій та персональні справи членів КПРС. Документи фонду розкривають партійну політику на західноукраїнських землях: боротьбу ЗОУН-УПА, масові депортації населення, розкуркулення селянства, примусову колективізацію, хлібозаготівельні кампанії тощо. В стенограмах зборів партійного активу області, партійних конференцій (1944—1950), у виступах секретарів ОК КП(Б)У, начальників обласного управління та районних відділів НКДБ і НКВС, командуючих Прикарпатським військовим округом, окремих військових формувань, прокурорів є відомості про діяльність ОУН-УПА. Вони свідчать про розмах та методи боротьби, дії регулярної армії, факти свавілля з боку військовослужбовців. Спільні рішення облвиконкому і ОК КП(Б)У та інші документи фонду з питань хлібозаготівель висвітлюють політику радянської влади щодо українського селянства, особливо в період неврожаю 1946 року та голоду 1947—1948 років.

### Фонди особового походження
Архів зберігає фонди особового походження періоду після 1939 року: перших архівістів, академіка Академії вищої школи, професора, доктора історичних наук Василя Грабовецького, історика-славіста, кандидата історичних наук Ярослава Мельничука, історика-краєзнавця Володимира Морозюка, кандидата сільськогосподарських наук, члена-кореспондента Лісової академії наук України Павла Трибуна, заслуженого артиста УРСР Олександра Свєтланова, Героя Соціалістичної Праці, начальника бурової Ореста Жарського.

### Фото- та фонодокументи
Серед фотодокументів
- знімки відбудови народного господарства в повоєнні роки, будівництво гігантів промисловості: Бурштинської ТЕС, Калуського хіміко-металургійного комбінату та «Хлорвінілу», нафтопроводу «Дружба», компресорної станції в місті Богородчанах і газопроводу «Уренгой — Помари — Ужгород», Коломийського заводу сільськогосподарських машин та інших об'єктів;
- портрети Героїв Соціалістичної Праці, депутатів Верховної Ради СРСР і Української РСР, делегатів з'їздів КПРС, передовиків виробництва Юстина Личука — голови колгоспу «Перше Травня» Снятинського району, Марії Скіцько — голови колгоспу «Радянська Конституція» Городенківського району, Василя Ткачука — голови колгоспу «Прапор Комунізму» Коломийського району, передовиків виробництва Юрія Білодіда — електрозварника заводу «Коломиясільмаш», Вадима Сінцова — шліфувальника виробничого об'єднання «Геофізприлад» та інші[6];
- знімки 1937—1939 років центральної частини Станіслава та окремих будівель: ратуші, театру, пам'ятника Адаму Міцкевичу тощо.

Фонодокументи зберігають записи
- українських народних пісень та творів українських композиторів у виконанні відомих солістів (Михайла Кривеня, Михайло Сливоцького, Тараса Сорохана та інших);
- художніх колективів області (Гуцульського ансамблю пісні й танцю Івано-Франківської обласної філармонії, оркестрів народних інструментів, ансамблів троїстих музик, дударів, сопілкарів, дримбарів, цимбалістів, хорових капел, інструментального ансамблю «Усмішка» тощо);
- спогадів ветеранів-учасників відвоювання міста і області у нацистських окупантів, колишніх партизанів.

## Бібліотека
Архів має власну науково-довідкову бібліотеку, яка містить 17 857 книг і брошур від ХV століття; 26 678 номерів журналів; 1 880 річних підшивок газет.
У бібліотеці є дві рукописні книги «Трефолог» та «Трефологіон» старослов'янською мовою, які включають щомісячні євангельські читання і молитви, стародруки ХVІ—ХVІІ століття, політична, історична, законодавча, довідкова, краєзнавча, природознавча, філософська, релігійна література, вісники законів Австро-Угорщини, Галичини, Польщі, енциклопедії, словники тощо. 
Зберігається колекція місцевих газет і журналів. Серед них є газети періоду Західноукраїнської Народної Республіки: «Република», «Републиканець», «Діло» та нацистської окупації: «Українське слово», «Станіславське слово», «Самостійна Україна», «Рогатинське слово», «Краківські вісті» тощо. Серед рідкісних видань — газети «Станіславські вісті» (1937), «Нова Зоря» (1927), «Новий час» (1926), «Громадські вісті» (1927).